# James Rennell
James Rennell FRS (Chudleigh, 3 de dezembro de 1742 — Londres, 29 de março de 1830) foi um geógrafo, historiador e um pioneiro da oceanografia inglês.